# Ildikó von Kürthy
Ildikó von Kürthy (* 20. Januar 1968 in Aachen) ist eine deutsche Schriftstellerin, Hörbuchsprecherin und Journalistin.

## Leben
Ildikó von Kürthy ist Tochter des ungarischstämmigen Hochschullehrers Tamás Kürthy, der Pädagogik an der RWTH Aachen lehrte, und einer Buchhändlerin. Sie wuchs in Aachen-Laurensberg auf. Nach dem Abitur am Aachener Kaiser-Karls-Gymnasium besuchte sie die Henri-Nannen-Schule für Journalistik in Hamburg. Anschließend arbeitete sie bei der Frauenzeitschrift Brigitte. 1993 wurde sie für ihren dort veröffentlichten Artikel Hier stirbt niemand einsam über das  Aachener Hospiz „Haus Hörn“ mit dem Axel-Springer-Preis in der Kategorie „Print“ ausgezeichnet. 1994 wurde der Artikel beim Medienpreis der Freien Wohlfahrtspflege mit einem zweiten Platz bedacht. Von 1996 bis 2005 war Ildikó von Kürthy beim Magazin Stern Redakteurin im Ressort „Kultur und Unterhaltung“.
1999 veröffentlichte sie mit dem Roman Mondscheintarif ihr erstes Buch, das 2001 unter der Regie von Ralf Huettner für das Kino verfilmt wurde. Die Gesamtauflage ihrer bislang acht Bücher, die in rund 30 Sprachen übersetzt wurden, beträgt mehr als sechs Millionen. Die Heldinnen ihrer humoristischen Romane sind moderne junge Frauen, die mit Witz und Selbstironie ihre eigenen Schwächen schildern und über die Malheurs im Umgang mit Männern räsonieren. Ihr 2003 veröffentlichter Roman Freizeichen wurde 2004 bei der ersten Verleihung des DeLiA-Literaturpreises mit einem dritten Platz bedacht; den sie sich  mit zwei weiteren Autoren teilte. Im August 2012 erschien ihr Buch Unter dem Herzen: Ansichten einer neugeborenen Mutter, das humoristische Einblicke in das Leben einer werdenden Mutter bietet. Im März 2016 hatte ihr erstes Theaterstück Liebeslügen oder Treue ist auch keine Lösung Premiere am Ernst-Deutsch-Theater in Hamburg. Ihr Buch Morgen kann kommen kam auf Platz 23 der Jahresbestseller Belletristik 2022 des Börsenvereins des deutschen Buchhandels.
Seit 2007 ist sie auch Mitglied der „Print“-Jury des Axel Springer Preis für jungen Journalismus. Seit 2009 ist sie regelmäßige Kolumnistin der Zeitschrift Brigitte.
Ildikó von Kürthy lebt mit ihrem Mann, dem Buchautor und freien Journalisten Sven Michaelsen, der über 20 Jahre hinweg ebenfalls für den Stern tätig war, in Hamburg. Sie ist Mutter von zwei Söhnen, die 2006 und 2010 geboren wurden.

## Werke (Auswahl)
- Mondscheintarif. Roman. Rowohlt, Reinbek 1999, ISBN 978-3-499-22637-3.
- Herzsprung. Roman. Rowohlt, Reinbek 2001, ISBN 978-3-499-23287-9.
- Freizeichen. Roman. Rowohlt, Reinbek 2003, ISBN 978-3-499-23614-3. (Hardcover: Platz 1 der Spiegel-Bestsellerliste vom 21. April bis zum 11. Mai und vom 19. bis zum 25. Mai 2003)
- Karl Zwerglein. Eine Geschichte für Zauberinnen und Zauberer. Illustrationen von Imke Sönnichsen. Rowohlt, Reinbek 2003, ISBN 978-3-499-21610-7.
- Blaue Wunder. Roman. Wunderlich, Reinbek 2004, ISBN 978-3-499-23715-7. (Hardcover: Platz 1 der Spiegel-Bestsellerliste vom 11. bis zum 24. Oktober 2004)
- Höhenrausch. Roman. Wunderlich, Reinbek 2006, ISBN 978-3-499-24220-5. (Hardcover: Platz 1 der Spiegel-Bestsellerliste vom 31. Juli bis zum 27. August 2006)
- Schwerelos. Roman. Wunderlich, Reinbek 2008, ISBN 978-3-499-24774-3.
- Endlich! Roman. Wunderlich, Reinbek 2010, ISBN 978-3-499-25431-4.
- Unter dem Herzen. Ansichten einer neugeborenen Mutter. Wunderlich, Reinbek 2012, ISBN 978-3-499-63001-9. (Platz 1 der Spiegel-Bestsellerliste vom 10. bis zum 16. September 2012)
- Sternschanze. Wunderlich, Reinbek 2014, ISBN 978-3-499-26690-4.
- Neuland. Wie ich mich selber suchte und jemand ganz anderen fand. Wunderlich, Reinbek 2015, ISBN 978-3-8052-5086-3.
- Sabine Asgodom: Deine Sehnsucht wird dich führen – Wie Menschen erreichen, wovon sie träumen. Kösel 2016, ISBN 978-3-466-31041-8. (Mitwirkende)
- Hilde. Mein neues Leben als Frauchen. Wunderlich, Reinbek 2017, ISBN 978-3-8052-0013-4.
- Problemzonen. Über das Leben, die Sehnsucht und die Liebe danach. Die besten Texte. Wunderlich, Reinbek 2018, ISBN 978-3-8052-0042-4.
- Es wird Zeit. Illustriert von Peter Pichler. Wunderlich, Hamburg 2019, ISBN 978-3-8052-0043-1.
- Morgen kann kommen. Illustriert von Peter Pichler. Wunderlich, Hamburg 2022, ISBN 978-3-8052-0093-6.
- Eine halbe Ewigkeit. Wunderlich, Hamburg 2023, ISBN 978-3-8052-0101-8.

### Hörbücher
- Problemzonen. Über das Leben, die Sehnsucht und die Liebe danach. Die besten Texte. Argon Verlag, 2018; Rowohlt Verlag.
- Eine halbe Ewigkeit, Argon Verlag & Audible, 2023 (Autorenlesung)

## Auszeichnungen
- 1993: Axel-Springer-Preis
- 2004: DeLiA Literaturpreis (3. Platz)